# Piano nazionale di ripresa e resilienza
Missione 1: di...Missione 2:...Missione 3: inf...Mission...Missione 5:...Missione 6: saluteMissione 1: digitalizzazione, innovazione, competitività, cultura e turismoMissione 2: rivoluzione verde e transizione ecologicaMissione 3: infrastrutture per una mobilità sostenibileMissione 4: istruzione e ricercaMissione 5: inclusione e coesioneMissione 6: salute
     Missione 1: digitalizzazione, innovazione, competitività, cultura e turismo (21,04%)
     Missione 2: rivoluzione verde e transizione ecologica (31,05%)
     Missione 3: infrastrutture per una mobilità sostenibile (13,26%)
     Missione 4: istruzione e ricerca (16,13%)
     Missione 5: inclusione e coesione (10,37%)
     Missione 6: salute (8,06%)
Il Piano nazionale di ripresa e resilienza, o PNRR è il piano approvato nel 2021 dall'Italia per rilanciarne l'economia dopo la pandemia di COVID-19, al fine di permettere lo sviluppo verde, tecnologico e di digitalizzazione del Paese.
Il PNRR fa parte del programma dell'Unione europea noto come Fondo europeo per la ripresa, un fondo da 750 miliardi di euro approvato dal Consiglio europeo nel luglio 2020. All'Italia sono stati assegnati 191,5 miliardi di cui 70 miliardi (il 36,5%) in sovvenzioni a fondo perduto e 121 miliardi (il 63,5%) in prestiti.

## Origine del nome
Il termine ripresa indica l'impatto economico e finanziario che intende determinare l'attuazione di questo piano, che si propone di ricostruire un tessuto economico e sociale coniugando e incentivando le opportunità connesse alla transizione ecologica e digitale, così da poter creare occupazione, migliorando al contempo la qualità del lavoro e i servizi di cittadinanza, in primis quelli incentrati sulla salute e sull'istruzione. 
In questo contesto il termine resilienza, facendo riferimento all'omonima proprietà dei materiali, evidenzia le capacità di reazione a quanto accaduto insite in tutti gli attori (Stato, imprese, cittadini), la capacità di subire ricevendo il minimo danno intrinseco.

## Contesto

### Governo Conte II (2020-2021)
L'idea di un fondo per risollevare le economie degli Stati membri dell'Unione europea appena colpiti dalla pandemia di COVID-19 fu dapprima avanzata nell'aprile 2020 e definitivamente approvata nel Consiglio europeo straordinario del luglio 2020.
Una prima versione del documento, che stabiliva la destinazione di utilizzo della porzione del fondo per la ripresa spettante all'Italia, che prese il nome di Piano Nazionale di Ripresa e di Resilienza (PNRR), fu approvata nel gennaio 2021 dal governo Conte II. A seguito della crisi del governo Conte e della sua sostituzione da parte del governo Draghi, quest'ultimo riscrisse parzialmente il PNRR.

### Governo Draghi (2021-2022)
L'approvazione del PNRR ha subito un iter complesso: la versione deliberata dal Consiglio dei ministri è stata sottoposta al voto sia della Camera dei deputati sia del Senato della Repubblica; dopo un ulteriore passaggio in Consiglio dei ministri, il governo italiano ha presentato il proprio piano alla Commissione europea il 30 aprile 2021, contemporaneamente ai progetti analoghi sottoposti dai governi di Austria, Belgio e Slovenia. Il governo, inoltre, ha integrato il PNRR con un Piano nazionale per gli investimenti complementari, che ai 191,5 miliardi di fondi e prestiti europei aggiungeva risorse nazionali pari a 30,6 miliardi di euro per i progetti rimasti esclusi dal piano; il totale degli investimenti previsti era quindi pari a 222,1 miliardi di euro.
Il 22 giugno 2021 il Presidente del Consiglio Mario Draghi ha incontrato a Roma la Presidente della Commissione europea Ursula von der Leyen, la cui visita ha rappresentato l'approvazione definitiva del PNRR da parte della Commissione europea. Pochi giorni dopo, il 3 luglio 2021, il governo italiano ha pubblicato il sito Italia domani, finalizzato al monitoraggio degli investimenti e riforme del PNRR.
Dopo il pre-finanziamento da 24,9 miliardi (pari al 13% dell'importo totale: 8,957 su 68,9 miliardi a fondo perduto e 15,937 su 122,6 miliardi di prestiti) ricevuto ad agosto 2021, è prevista la consegna di altre rate semestrali di analogo importo fino alla completa erogazione della somma prevista (entro la fine del 2025), sempre previo raggiungimento degli obiettivi indicati dalla Commissione UE e concordati con il governo italiano. La prima rata (da 21 miliardi: 10 a fondo perduto e 11 in prestiti) è stata erogata ad aprile 2022. Il 27 settembre dello stesso anno è stata approvata l'erogazione della seconda rata, di identico importo, poi avvenuta il successivo 9 novembre.

### Governo Meloni (2022-)
Il governo Meloni, frutto dell'esito delle elezioni politiche del 25 settembre 2022 e in carica dal successivo 22 ottobre, ha indicato in Raffaele Fitto un apposito ministro senza portafoglio per proseguire l'attuazione del PNRR. Il 30 dicembre 2022 il governo ha inoltrato alla Commissione UE la richiesta di pagamento della terza rata (21 miliardi). A fine 2022, pertanto, erano stati erogati 67 miliardi (il 33,5% del totale previsto) e ne erano stati spesi 23 (il 34% di quelli erogati).
A settembre 2023 gli organi UE hanno approvato l'erogazione della terza (18,5 miliardi) e della quarta (16,5 miliardi) rata; di queste, la prima è stata erogata nel seguente ottobre. Nel novembre 2023 la Commissione UE ha approvato la rimodulazione di parte del PNRR proposta dal governo Meloni, portandolo peraltro da 191,5 a 194,4 miliardi (2,9 miliardi in più, di cui 1,3 a fondo perduto e 1,6 in prestiti). Il 28 dicembre 2023 è stata erogata la quarta rata (16,5 miliardi) e due giorni dopo il governo ha inoltrato la richiesta per la quinta. A fine 2023, pertanto, erano stati erogati 102 miliardi (il 52,4% del totale previsto) e ne erano stati spesi 45,65 (il 44,75% di quelli erogati).
A fine giugno 2024 il governo Meloni ha inoltrato alla Commissione europea la richiesta per la sesta rata, (8,7 miliardi) e pochi giorni dopo la Commissione ha autorizzato il pagamento della quinta rata (11 miliardi), poi versata agli inizi di agosto. A fine novembre 2024 la Commissione europea ha approvato l'erogazione della sesta rata (8,7 miliardi); pochi giorni dopo, a seguito delle dimissioni di Raffaele Fitto (nominato vicepresidente esecutivo nella nuova Commissione von der Leyen II), il suo posto come ministro al PNRR nel governo Meloni è stato ricoperto dal deputato di FdI Tommaso Foti. A fine dicembre è stata erogata la sesta rata (8,7 miliardi) e inoltrata la richiesta per la settima (18,3 miliardi). A fine 2024, pertanto, erano stati erogati 121,6 miliardi (il 62,5% del totale previsto) e ne erano stati spesi ca. 60 (circa la metà di quelli erogati).
A fine luglio 2025 la Commissione ha autorizzato il pagamento per la settima rata, poi versata agli inizi di agosto.

## Struttura

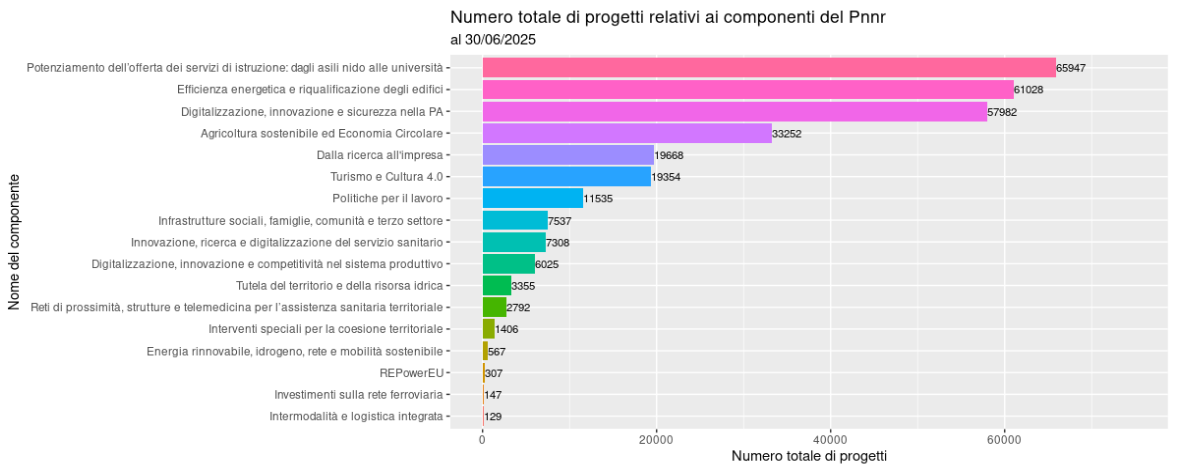
Fonte: [https://www.kaggle.com/code/gianlab/analisi-statistica-del-pnrr Analisi statistica del PNRR

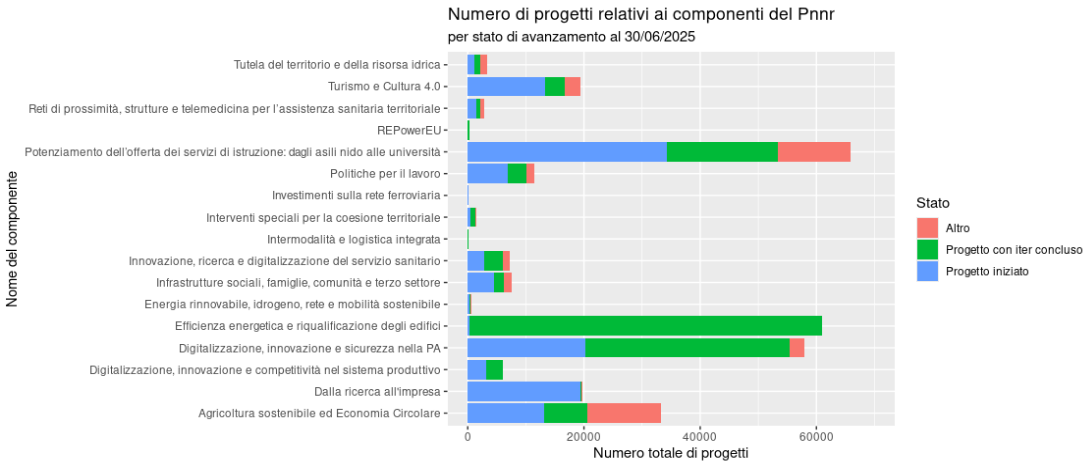
Fonte: [https://www.kaggle.com/code/gianlab/analisi-statistica-del-pnrr Analisi statistica del PNRR

È previsto che la maggior parte dei fondi del Fondo europeo per la ripresa sia erogata entro la fine del 2025. Essi dovranno essere utilizzati entro il 31 dicembre 2026, considerata la data di completamento del PNRR. L'erogazione dei fondi europei, è strettamente condizionata dall'attuazione di una serie di riforme da parte degli Stati membri, che variano da Paese a Paese.
Il PNRR si struttura in quattro aree:
1. Obiettivi generali
2. Riforme e Missioni
3. Attuazione e monitoraggio
4. Valutazione dell'impatto macroeconomico

Il PNRR annovera tre priorità trasversali condivise a livello europeo (digitalizzazione e innovazione, transizione ecologica e inclusione sociale) e si sviluppa lungo 16 Componenti, raggruppate in sei missioni: 
- Digitalizzazione, Innovazione, Competitività, Cultura;
- Rivoluzione Verde e Transizione Ecologica;
- Infrastrutture per una Mobilità Sostenibile;
- Istruzione e Ricerca;
- Inclusione e Coesione;
- Salute.[38]

Per ogni Missione sono indicate le riforme necessarie per una più efficace gestione e realizzazione degli interventi. A sua volta, si distinguono 63 riforme all'interno del Piano, suddivise in riforme orizzontali, riforme abilitanti, riforme settoriali e riforme concorrenti.
Il piano è suddiviso in milestone (traguardi) qualitativi e target (obbiettivi) quantitativi. I primi sono leggi, regolamenti, atti amministrativi e bandi di gara; i secondi, più dettagliati, si riferiscono all'esecuzione di opere e sono per tre quarti calendarizzati fra l'ultimo trimestre del 2024 e il 2026.

### Missione 1 - Digitalizzazione, innovazione, competitività, cultura e turismo
Prevede un ammontare di risorse pari a 46,3 miliardi di euro. Si articola in tre distinte linee d'azione, ognuna interessata a sua volta da diverse aree di investimento:
1. Digitalizzazione, innovazione e sicurezza nella Pubblica Amministrazione;
2. Digitalizzazione, innovazione e capacità di comunicazione del sistema di produzione;
3. Turismo e cultura.

Un progetto particolare - condotto dal Ministero della cultura - è il "PNRR Borghi", per la riqualificazione e la valorizzazione di borghi italiani; sono stati presentati progetti che seguiranno due linee di azione, con 420 milioni di euro a 21 borghi individuati da Regioni e Province autonome, e 580 milioni di euro ad almeno 229 borghi selezionati tramite avviso pubblico rivolto ai Comuni. I primi 21 Comuni o borghi individuati sono i seguenti: Rocca Calascio (Abruzzo), Monticchio Bagni (Basilicata), Gerace (Calabria), Sanza (Campania), Campolo di Grizzana Morandi (Emilia-Romagna), Borgo Castello di Gorizia (Friuli-Venezia Giulia), Trevinano (Lazio), Borgo Castello di Andora (Liguria), Livemmo (Lombardia), Montalto delle Marche (Marche), Castel del Giudice (Molise), Elva (Piemonte), Stelvio (Provincia autonoma di Bolzano), Palù del Fersina (Provincia autonoma di Trento), Accadia (Puglia), Ulassai (Sardegna), Borgo della Cunziria a Vizzini (Sicilia), Borgo di Castelnuovo in Avane di Cavriglia (Toscana), Cesi (Umbria), Fontainemore (Valle d'Aosta), Recoaro Terme (Veneto).

### Missione 2 - Rivoluzione verde e transizione ecologica
La seconda missione si occupa di arrestare i cambiamenti climatici in corso, dove sappiamo che la temperatura media del pianeta è aumentata di circa 1,1 °C in media dal 1880 con forti picchi in alcune aree (es. +2,5 °C al Polo Nord nell’ultimo secolo), accelerando importanti trasformazioni dell’ecosistema. Si dovrà intervenire il prima possibile per mitigare questi fenomeni e impedire il loro peggioramento. Diviene obbligatoria una radicale transizione ecologica verso la neutralità climatica e lo sviluppo ambientale sostenibile. Su tale misura i fondi investiti sono di 59,47 miliardi di euro.

#### M2C1: economia circolare e agricoltura sostenibile
Su questa misura vengono investiti 5,27 miliardi di euro.

#### M2C2: energia rinnovabile, idrogeno, rete e mobilità sostenibile
Su questa misura vengono investiti 23,78 miliardi di euro.

#### M2C3: efficienza energetica e riqualificazione degli edifici
Su questa misura vengono investiti 15,36 miliardi di euro.

#### M2C4: Tutela del territorio e della risorsa idrica
Sulla misura M2C4 sono investiti 15,06 miliardi di euro e riguarda principalmente il recupero delle acque, evitare le perdite e fermare gli scarichi a mare e nelle acque interne andando a valorizzare in maniera da combattere l'emergenza della siccità.
Infrastrutture idriche primarie per la sicurezza dell'approvvigionamento idrico
Efficientare le infrastrutture idriche primarie per usi civili, agricoli, industriali e ambientali, così da garantire sicurezza nell'approvvigionamento idrico in tutti i settori superando di fatto la "politica di emergenza". Le risorse a disposizione sono di 2,00 miliardi di euro, destinati al Sud per il 45-50%. Gli interventi sono 75 progetti di manutenzione straordinaria con il potenziamento e completamento delle infrastrutture di derivazione, stoccaggio e fornitura primaria di acqua. Gli riguardano gli invasi e gli acquedotti, soprattutto al Sud dove si punterà sul completamento di grandi impianti rimasti incompiuti.
Riduzione delle perdite nelle reti esistenti di distribuzione dell'acqua
L'obiettivo è ridurre del 15% le perdite di acqua potabile anche attraverso la digitalizzazione. Le risorse a disposizione sono 900 milioni di euro, di cui 430 destinati al Sud. Ulteriori 313 milioni di investimenti destinati allo stesso scopo sono inclusi nel React-EU, arrivando alla somma destinata al Mezzogiorno di 743 milioni di euro.
Gli interventi riguardano la modernizzazione e incremento dell'efficienza delle reti di distribuzione, con l'utilizzo di nuove tecnologie con sistemi di controllo del monitoraggio dei principali snodi, e dei punti più sensibili delle reti, con la misurazione e l'acquisizione di parametri quali la pressione, la portata e la qualità dell'acqua.
Resilienza dell'agrosistema irriguo per una migliore gestione delle risorse idriche
L'obiettivo è dare maggiore capacità per affrontare le situazioni di emergenza siccità, quantificando il volume di acqua utilizzato a scopo irriguo, con l'incremento dell'efficienza nell'irrigazione e inserire nuove metodi di approvvigionamento idrico non convenzionale. Le risorse a disposizione sono di 880 milioni di euro (circa il 30% al Sud).
Gli investimenti riguardano il miglioramento nell'efficienza nei sistemi di irrigazione, riducendo le perdite, installando tecnologie digitali, implementazione di sistemi di monitoraggio delle acque reflue riutilizzabili, monitorare e registrare i volumi di acqua utilizzati in auto-approvvigionamento per prevenire illeciti.
Fognatura e depurazione
L'obiettivo è consentire alla rete fognaria di raggiungere i livelli di riferimento delle direttive europee, soprattutto al Sud. Le risorse a disposizione sono 600 milioni di euro, destinati totalmente al Mezzogiorno, con ulteriori investimenti ricompresi nell'ambito delle politiche di coesione 2021-2027.
Gli interventi saranno quelli di rendere più efficace la depurazione delle condotte fognarie scaricate nelle acque interne e marine, anche con l'innovazione tecnologica; gli impianti saranno delle "fabbriche verdi", consentendo il recupero di fanghi ed energia con il riutilizzo delle acque pulite a scopo irriguo.
Semplificazione normativa e rafforzamento della governance per la realizzazione degli investimenti nelle infrastrutture di approvvigionamento idrico
Gli obiettivi sono quelli di semplificare rendendo più efficace l'attuazione del Piano Nazionale di interventi nel settore idrico, con misure di accompagnamento e sostegno per gli esecutivi per accelerare i tempi dei bandi.
Si dovrà rendere il Piano Nazionale lo strumento centrale per il finanziamento pubblico nel settore idrico, con la semplificazione delle procedure per l'aggiornamento del Piano, oltre che per la rendicontazione degli investimenti.
Garantire la piena capacità gestionale per i servizi idrici integrati
Gli obiettivi sono rafforzare, soprattutto al Mezzogiorno, il processo di industrializzazione del settore idrico, con la costituzione di operatori integrati, pubblici o privati, consentendo le economie di scala garantendo la gestione degli investimenti. Inoltre si dovrà ridurre il servizio idrico che divide Centro-Nord e Sud.
Si dovranno realizzare ovunque un sistema idrico integrato e dunque l'obiettivo è la costituzione ovunque dei relativi ATO entro la metà del 2022.

### Missione 3 - Infrastrutture per una mobilità sostenibile
L'obiettivo è investire in mobilità di nuova generazione, la digitalizzazione della rete di trasporti, la realizzazione di reti di trasporto ferroviario regionale, specialmente nel Mezzogiorno. Su tale missione sono stati inseriti 25,4 miliardi di euro.

#### M3C1: Investimenti sulla rete ferroviaria
Su tale punto vengono investiti 24,77 miliardi di euro.

#### M3C2: Intermodalità e logistica integrata
Su questo punto vengono finanziati 0,77 miliardi di euro.

### Missione 4 - Istruzione e ricerca
Su tale missione ci sono 30,88 miliardi di euro.
La Missione "Istruzione e ricerca" si basa su una strategia che poggia sui seguenti assi portanti: 
- Miglioramento qualitativo e ampliamento quantitativo dei servizi di istruzione e formazione
- Miglioramento dei processi di reclutamento e di formazione degli insegnanti
- Ampliamento delle competenze e potenziamento delle infrastrutture scolastiche
- Riforma e ampliamento dei dottorati
- Rafforzamento della ricerca e diffusione di modelli innovativi per la ricerca di base e applicata condotta in sinergia tra università e imprese
- Sostegno ai processi di innovazione e trasferimento tecnologico
- Potenziamento delle condizioni di supporto alla ricerca e all’innovazione
- Ampliamento e potenziamento della infrastruttura di calcolo a supporto della ricerca scientifica

#### M4C1: Potenziamento dell'offerta dei servizi di istruzione: dagli asili nido alle università
Su tale punto sono investiti 19,44 miliardi di euro.

#### M4C2: Dalla ricerca all'impresa
Su tale misura vengono investiti 11,44 miliardi di euro.

### Missione 5 - Inclusione e coesione
Su tale misura sono investiti 19,81 miliardi di euro.

### Missione 6 - Salute
Obiettivi della Missione Salute, 15,63 miliardi di euro, ovvero l'8,16% del PNRR (più 2,89 miliardi di euro del Piano Complementare): prevedono maggiore digitalizzazione, inclusione, equità di accesso alle cure, prevenzione, servizi territoriale e di ricerca.
Riforme di tale Missione Salute sono:
1. M6C1 Componente 1. Reti di prossimità, strutture e telemedicina per l’assistenza sanitaria territoriale e rete nazionale della salute, ambiente e clima” (€ 7 mld PNRR + 0,5 mld Piano Complementare).
  1. Casa come primo luogo di cura, assistenza domiciliare e telemedicina, € 4.000.000.000 (inizio 01/01/22 - completamento 30/06/26).
  2. Case della comunità e presa in carico della persona.
2. Innovazione, ricerca e digitalizzazione del SSN (€ 8,63 mld PNRR + 2,39 mld Piano Complementare).
  1. Ammodernamento tecnologico degli ospedali, € 4.052.410.000 (inizio 01/06/22 - completamento 30/06/26).
  2. Ecosistema innovativo della salute.
  3. Iniziative di ricerca per tecnologie e percorsi innovativi in ambito sanitario e assistenziale.
  4. Rafforzamento delle infrastrutture tecnologiche e degli strumenti per la raccolta, l'elaborazione, l'analisi dei dati e la simulazione.
  5. Sviluppo tecnologico-professionale, digitale manageriale del personale del sistema sanitario.
  6. Valorizzazione e potenziamento della ricerca biomedica del SSN.
  7. Verso un nuovo ospedale sicuro e sostenibile.

Nella Missione Salute sono state incluse due riforme:
1. DM 77/2022 (Decreto 23 maggio 2022, n. 77 del Ministro della salute di concerto con il Ministro dell'economia e delle finanze). Regolamento recante la definizione di modelli e standard per lo sviluppo dell’assistenza territoriale nel Servizio sanitario nazionale. Pubblicato su G.U. della Repubblica Italiana serie generale n° 144 del 22/06/2022.
2. Riorganizzare la rete degli IRCCS

La seconda al fine di integrare ricerca, innovazione e terapia sanitaria attraverso la creazione di reti tra gli istituti e le altre strutture del Servizio Sanitario Nazionale.

#### Riforma dell'assistenza territoriale.Modelli e standard per lo sviluppo dell'assistenza nel territorio
È necessaria per cercare di trovare una risposta assistenziale al virus SARS-CoV-2 e alle sue varianti, provando a trasformare una emergenza in una opportunità.

##### Case della Comunità: previste almeno 1.350
Prenderanno, laddove già realizzate il posto delle Case della Salute e saranno un riferimento nelle 24 ore per la popolazione per la presa in carico sociosanitaria per le prestazioni di assistenza primaria. La riforma prevede la realizzazione di una casa di comunità hub ogni 40-50.000 abitanti, dove saranno erogate le seguenti prestazioni:
- Punto Unico di Accesso PUA sociosanitario
- Strumentazione polispecialistica e diagnostica di base
- Punto prelievi
- Infrastruttura informatica e prenotazioni CUP
- Medici Medicina Generale e Pediatri Libera Scelta
- Medici Specialisti per le patologie ad elevata prevalenza
- Infermieri di Famiglia e Comunità 8-12
  - 1 coordinatore
  - 2-3 per attività ambulatoriale
  - 1-2 per triage e valutazione bisogni salute
  - 4-6 per assistenza domiciliare di base, prevenzione e teleassistenza
- Unità di personale di supporto (amministrativo, tecnico, sanitario) 5-8
- Anche Assistenti Sociali
- Assistenza domiciliare di livello base
- Servizi per la salute mentale, le dipendenze patologiche, la neuropsichiatria infantile e l'adolescenza - raccomandati
- Medicina dello sport - raccomandata
- Consultorio - raccomandato
- Screening oncologici - facoltativi
- Vaccinazioni - facoltativi.

Gli studi medici di medicina generale e le AFT saranno spoke nelle case di comunità (CdC).

##### Centrali Operative Territoriali COT: previste almeno 600
- Standard territoriale: 1 COT ogni 100.000 abitanti o comunque a valenza distrettuale laddove il bacino del distretto sia maggiore.
- Standard minimo di personale:
  - Infermieri di Famiglia e Comunità 5-6
  - Unità di personale di supporto (amministrativo, tecnico, sanitario) 1-2
- Definizione: è un modello organizzativo innovativo per il coordinamento sociosanitario della presa in carico della persona.

Previsto il raccordo tra servizi e professionisti nei diversi ambienti assistenziali:
- servizi territoriali
- servizi ospedalieri
- rete urgenza emergenza.

A regime vi sarà il numero telefonico 118 per la rete della urgenza emergenza e il numero 116117 per le prestazioni non urgenti per i servizi territoriali di continuità assistenziale e la guardia medica turistica per tutti i cittadini ed i prestatori di cure.
La Centrale Operativa Territoriale H24 365 giorni/anno sarà utilizzata dai professionisti della salute (operatori ospedalieri e territoriali delle ASL, MMG, PLS, etc.) e del sociale, quale raccordo tra tutti i servizi socio sanitari. Ha l'obiettivo di garantire continuità, accessibilità e integrazione socio-sanitaria.

##### Centrale Operativa 116117 NEA Numero Europeo Armonizzato
- Standard territoriale: ogni 1-2 milioni abitanti/regione
- Offerta servizi: servizio telefonico gratuito per le cure mediche non urgenti ovvero per tutte le prestazioni sanitarie e sociosanitarie a bassa intensità assistenziale.

##### Ospedale di Comunità OdC (20 p.l.): previsti almeno 400
- Standard territoriale: ogni 50-100.000 abitanti
- Standard minimo di personale: 
  - medico 1 almeno H 4,5/die 7/7 giorni
  - infermieri di Famiglia e Comunità 9-10
  - operatori sociosanitari 6
  - Unità di personale di supporto (amministrativo, tecnico, sanitario) 1-2.
- L'intesa Stato-Regioni del 20/02/2020 ha definito l'OdC:
  - nella rete territoriale a ricovero breve e destinato a pazienti che necessitano di interventi sanitari a bassa intensità clinica.
  - strutture intermedie tra l'ospedale per acuti ed il territorio da 20 a 40 posti letto. Trattasi di dimissioni protette con finalità di stabilizzazione clinica e di recupero funzionale dell'autonomia in un luogo più prossimo al domicilio. L’implementazione di tali strutture con uno standard 0,4 posti letto per 1.000 abitanti permetterà una riduzione di accessi impropri ad altri livelli di assistenza e potrà facilitare la transizione dalla assistenza per acuti a quella domiciliare.
  - gestione prevalentemente infermieristica.

##### Assistenza domiciliare
La casa come primo luogo di cura porta l'assistenza domiciliare entro il 2026 fino al 10%, nel 2020 eravamo al 4%, mentre la media OCSE è al 6% e Germania e Svezia al 9%.
Nella assistenza domiciliare avrà progressivamente un effetto fondamentale la telemedicina, dove viene investito un miliardo di euro.

##### Infermiere di famiglia e di comunità
L’infermiere di famiglia e di comunità è quella figura di riferimento che assicura l'assistenza infermieristica nei diversi livelli di complessità in collaborazione con tutti i professionisti. È prevista l'attivazione di un infermiere di comunità ogni 2-3 mila abitanti da impiegare nei diversi setting assistenziali.
L'assistenza territoriale (DM 34 2020) ne prevedeva 9.600 e con le nuove risorse della legge di bilancio vengono triplicati.

##### USCA - Unità Speciale di Continuità Assistenziale
L'unità di continuità assistenziale afferente al distretto è un'équipe mobile distrettuale composta almeno da un medico ed un infermiere ogni 100.000 abitanti che opera nel territorio di riferimento, anche attraverso utilizzo di telemedicina, con medici di medicina generale e con tutti gli attori del sistema e se ha l'obiettivo di supportare per un tempo definito i professionisti responsabili della presa in carico del paziente della comunità e può essere attivato in presenza di condizioni clinico-assistenziale di particolare complessità e di difficoltà operativa di presa in carico la presa e la sede operativa è così dura sempre dai poli di case di comunità.

##### Cure palliative, servizi dei minori, delle donne, delle coppie e delle famiglie
Il DM 77/2022 indica inoltre la modalità d'azione delle cure palliative, i servizi dei minori, delle donne, delle coppie e delle famiglie.

##### Attrezzature e macchinari per la radiologia
Alcune regioni come la Puglia hanno finanziato con i fondi PNR il rinnovo del parco macchinari e attrezzature dei reparti di radiologia ospedalieri, con l'introduzione di nuovi macchinari versatili e polifunzionali che adottano l'intelligenza artificiale, un'acquisizione delle immagini completamente digitalizzata e sofisticati software di elaborazione che permettono di ricostruire immagini tridimensionali degli organi interni, dei tessuti e delle articolazioni.